# TUL Corporation
Pour l’article homonyme, voir Transports urbains lavallois.
TUL Corporation est un fabricant de carte graphique basé à Taipei, Taïwan. La marque PowerColor a été créée en 1997. L'entreprise commercialise des cartes graphiques à base de chipsets graphiques ATI exclusivement.
Le fabricant a reçu la certification ATI pour ses cartes, ce qui signifie que ses produits ont été testés par les laboratoires du canadien ATI et qu'ils remplissent parfaitement les qualités et stabilités requises.
Cependant, en 2004 lors de la certification par ATI de la marque, les modèles proposés souffraient de nombreux bugs, ternissant l'image de la marque...

Logo de la marque PowerColor